# 赤い輪
「赤い輪」（あかいわ、The Adventure of the Red Circle）は、イギリスの小説家、アーサー・コナン・ドイルによる短編小説。シャーロック・ホームズシリーズの一つで、56ある短編小説のうち41番目に発表された作品である。イギリスの「ストランド・マガジン」1911年3・4月号、「ストランド・マガジン」アメリカ版の1911年4・5月号に発表。1917年発行の第4短編集『シャーロック・ホームズ最後の挨拶』(His Last Bow) に収録された。

## あらすじ
シャーロック・ホームズは女家主のウォレンから相談を受ける。部屋を貸した男が10日間も部屋から出てこず、姿を見せないので不安だという。食事はベルを鳴らしたら戸口に置いた椅子に置いておくように指示があり、その他、必要なものは「マッチ」「デイリーガゼット」（新聞）といったふうに紙に単語を書いて置いておくといった具合である。
やがて、ウォレンの夫が、部屋を借りた男と間違えられて襲撃されるという事件が起こった。
ホームズとワトスンはその男の姿を見ようとするが、部屋にいたのは外国の女だった。

## 信号について
ろうそくの光で信号を送る場面がある。光を点滅させる回数で「1がA、2がB」といった簡単な暗号であるが、正典中ではイタリア語で信号が送られている。英語とイタリア語ではアルファベットの配列が異なるため（イタリア語にはKがない）、20回の点滅を（イタリア語で）Uと読むべきところを（英語で）Tと読むといった矛盾が生じている。